# 卡斯特洪德埃纳雷斯
卡斯特洪德埃纳雷斯，是西班牙卡斯蒂利亚-拉曼恰瓜达拉哈拉省的一个市镇。总面积16平方公里，总人口103人（2001年），人口密度6人/平方公里。